# Trilasma sbordonii
Trilasma sbordonii is een hooiwagen uit de familie aardhooiwagens (Nemastomatidae). De originele naamcombinatie (protoniem) was Ortholasma sbordonii  Šilhavý, 1973.